# Скотт Клейтон (тенісист)
Скотт Клейтон (англ. Scott Clayton; нар. 11 лютого 1994) — колишній британський тенісист.
Найвищу одиночну позицію світового рейтингу — 689 місце досяг 17 жовтня 2016, парну — 107 місце — 16 липня 2018 року.
Найвищим досягненням на турнірах Великого шолома було 2 коло в парному розряді.
Завершив кар'єру 2021 року.

## Фінали ATP Челленджер і ITF Ф'ючерс

### Парний розряд: 46 (31–15)
| Легенда              |
| -------------------- |
| ATP Челленджер (4–2) |
| ITF Ф'ючерс (27–13)  |

| Фінали за покриттям |
| ------------------- |
| Тверде (29–12)      |
| Ґрунт (0–2)         |
| Трава (1–0)         |
| Килим (1–1)         |

| Результат | В-П   | Дата     | Турнір                                 | Рівень                | Покриття | Партнер          | Суперники                              | Рахунок                    |
| --------- | ----- | -------- | -------------------------------------- | --------------------- | -------- | ---------------- | -------------------------------------- | -------------------------- |
| Поразка   | 0–1   | Січ 2013 | Велика Британія F1, Глазго             | Ф'ючерс               | Тверде   | Річард Ґабб      | Девід Райс Шон Торнлі                  | 6–7(5–7), 2–6              |
| Поразка   | 0–2   | Тра 2013 | Велика Британія F11, Ньюкасл-апон-Тайн | Ф'ючерс               | Ґрунт    | Тобі Мартін      | Люк Бембрідж Кемерон Норрі             | 0–6, 6–4, [3–10]           |
| Поразка   | 0–3   | Чер 2013 | Сербія F3, Шабаць                      | Ф'ючерс               | Ґрунт    | Тобі Мартін      | Патрік Фабіан Адріан Партль            | 4–6, 6–3, [8–10]           |
| Поразка   | 0–4   | Сер 2013 | Велика Британія F15, Ноттінгем         | Ф'ючерс               | Тверде   | Тобі Мартін      | Лієм Броді Джошуа Ворд-Гібберт         | 6–4, 3–6, [6–10]           |
| Перемога  | 1–4   | Жов 2013 | Ізраїль F15, Герцлія                   | Ф'ючерс               | Тверде   | Тобі Мартін      | Мор Буліс Едан Лешем                   | 6–4, 6–0                   |
| Поразка   | 1–5   | Лис 2013 | Велика Британія F23, Едбагстон         | Ф'ючерс               | Тверде   | Джонні О'Мара    | Люк Бембрідж Джордж Морґан             | 5–7, 6–4, [7–10]           |
| Поразка   | 1–6   | Сер 2014 | США F22, Декейтер                      | Ф'ючерс               | Тверде   | Тобі Мартін      | Люк Бембрідж Лієм Броді                | 7–5, 2–6, [7–10]           |
| Перемога  | 2–6   | Вер 2014 | Туреччина F32, Анталія                 | Ф'ючерс               | Тверде   | Річард Ґабб      | Хіроясу Ехара Кацукі Наґао             | 3–6, 7–6(7–4), [10–7]      |
| Перемога  | 3–6   | Вер 2014 | Туреччина F33, Анталія                 | Ф'ючерс               | Тверде   | Річард Ґабб      | Рамкумар Раманатхан Рікардо Родрігес   | 7–5, 7–6(9–7)              |
| Перемога  | 4–6   | Лис 2014 | Велика Британія F4, Лафборо            | Ф'ючерс               | Тверде   | Тобі Мартін      | Девід О'Гейр Джо Солсбері              | 6–4, 6–4                   |
| Перемога  | 5–6   | Лис 2014 | Кіпр F2, Ларнака                       | Ф'ючерс               | Тверде   | Річард Ґабб      | Марко Бортолотті Ерік Крепальді        | 7–5, 6–1                   |
| Перемога  | 6–6   | Гру 2014 | Катар F4, Доха                         | Ф'ючерс               | Тверде   | Річард Ґабб      | Сем Беррі Максіміліан Нойхріст         | 6–4, 6–7(5–7), [10–6]      |
| Перемога  | 7–6   | Бер 2015 | Єгипет F8, Шарм-еш-Шейх                | Ф'ючерс               | Тверде   | Річард Ґабб      | Луї Тесса Бернабе Сапата Міральєс      | 6–2, 6–4                   |
| Перемога  | 8–6   | Бер 2015 | Велика Британія F5, Шрусбері           | Ф'ючерс               | Тверде   | Люк Бембрідж     | Шон Торнлі Маркус Вілліс               | 7–6(7–3), 6–4              |
| Перемога  | 9–6   | Кві 2015 | Катар F3, Доха                         | Ф'ючерс               | Тверде   | Джеймс Марсалек  | Кирило Дмитрієв Дмитро Попко           | 6–3, 6–2                   |
| Перемога  | 10–6  | Лип 2015 | Велика Британія F7, Філікстоу          | Ф'ючерс               | Трава    | Річард Ґабб      | Джек Фіндел-Гоукінс Тобі Мітчелл       | 6–4, 4–6, [10–1]           |
| Поразка   | 10–7  | Сер 2015 | США F23, Едвардсвілл                   | Ф'ючерс               | Тверде   | Річард Ґабб      | Алан Коен Джон Ламбл                   | 6–3, 6–7(4–7), [7–10]      |
| Перемога  | 11–7  | Жов 2015 | Єгипет F33, Шарм-еш-Шейх               | Ф'ючерс               | Тверде   | Джонні О'Мара    | Мохамед Сафват Іссам Хайтам Тавіл      | 6–2, 6–4                   |
| Перемога  | 12–7  | Жов 2015 | Єгипет F34, Шарм-еш-Шейх               | Ф'ючерс               | Тверде   | Джонні О'Мара    | Кароль Джевецький Мацей Смола          | 7–6(10–8), 6–1             |
| Поразка   | 12–8  | Січ 2016 | Франція F3, Вежі-Фонснекс              | Ф'ючерс               | Килим    | Річард Ґабб      | Сандер Жіє Йоран Вліґен                | 7–6(7–4), 6–7(6–8), [7–10] |
| Поразка   | 12–9  | Лют 2016 | Велика Британія F1, Глазго             | Ф'ючерс               | Тверде   | Джонні О'Мара    | Девід Райс Денієл Сметгерст            | 1–6, 4–6                   |
| Перемога  | 13–9  | Бер 2016 | Португалія F2, Фару                    | Ф'ючерс               | Тверде   | Джонні О'Мара    | Ерік Крепальді Андре Гашпар Мурта      | 6–2, 7–5                   |
| Поразка   | 13–10 | Тра 2016 | Португалія F5, Лісабон                 | Ф'ючерс               | Тверде   | Джонні О'Мара    | Нуну Деуш Жоао Домінгес                | 6–4, 5–7, [7–10]           |
| Перемога  | 14–10 | Лип 2016 | Португалія F9, Іданя-а-Нова            | Ф'ючерс               | Тверде   | Джонні О'Мара    | Нуну Деуш Хорхе Ернандо Руано          | 6–2, 6–4                   |
| Поразка   | 14–11 | Лип 2016 | Португалія F10, Каштелу-Бранку         | Ф'ючерс               | Тверде   | Джонні О'Мара    | Феліпе Кунья е Сілва Фред Жіл          | 6–1, 4–6, [10–12]          |
| Поразка   | 14–12 | Сер 2016 | Білорусь F2, Мінськ                    | Ф'ючерс               | Тверде   | Джонні О'Мара    | Ярослав Шило Дмитро Жирмонт            | 5–7, 6–7(1–7)              |
| Перемога  | 15–12 | Сер 2016 | Білорусь F3, Мінськ                    | Ф'ючерс               | Тверде   | Джонні О'Мара    | Гіоргі Цівадзе Анил Юксел              | 6–4, 3–6, [13–11]          |
| Перемога  | 16–12 | Вер 2016 | Ізраїль F13, Кір'ят-Гат                | Ф'ючерс               | Тверде   | Декел Бар        | Натаніел Ламмонс Дейн Вебб             | 6–4, 5–7, [10–5]           |
| Перемога  | 17–12 | Жов 2016 | Ізраїль F14, Meitar                    | Ф'ючерс               | Тверде   | Декел Бар        | Брендон Анандан Остін Сміт             | 3–6, 6–3, [10–8]           |
| Перемога  | 18–12 | Жов 2016 | Ізраїль F15, Рамат-га-Шарон            | Ф'ючерс               | Тверде   | Даніель Цукерман | Шахар Ельбаз Володимир Ужиловський     | 6–4, 6–3                   |
| Перемога  | 19–12 | Жов 2016 | Велика Британія F4, Лафборо            | Ф'ючерс               | Тверде   | Джонні О'Мара    | Біллі Гарріс Матеуш Терчинський        | 6–3, 6–2                   |
| Перемога  | 20–12 | Лис 2016 | Велика Британія F5, Шеффілд            | Ф'ючерс               | Тверде   | Джонні О'Мара    | Аластер Ґрей Юен Мур                   | 6–4, 6–4                   |
| Перемога  | 21–12 | Лис 2016 | Велика Британія F6, Барнстепл          | Ф'ючерс               | Тверде   | Джонні О'Мара    | Гантер Каллаган Nicholas S. Hu         | 6–4, 7–5                   |
| Перемога  | 22–12 | Гру 2016 | Катар F5, Доха                         | Ф'ючерс               | Тверде   | Джонні О'Мара    | Батіст Крепатт Кентен Фольйо           | 6–0, 6–0                   |
| Перемога  | 23–12 | Гру 2016 | Катар F6, Доха                         | Ф'ючерс               | Тверде   | Джонні О'Мара    | Едоардо Еремін Джуліан Оклеппо         | 7–6(7–0), 6–4              |
| Перемога  | 24–12 | Лют 2017 | Велика Британія F3, Шрусбері           | Ф'ючерс               | Тверде   | Люк Джонсон      | Джек Моллой Маркус Вілліс              | 3–6, 6–4, [10–6]           |
| Перемога  | 25–12 | Кві 2017 | Франція F8, Ла-Гранд-Мотт              | Ф'ючерс               | Тверде   | Джонні О'Мара    | Яннік Янковіц Жонатан Канар            | 6–4, 6–2                   |
| Перемога  | 26–12 | Лип 2017 | Ірландія F1, Дублін                    | Ф'ючерс               | Килим    | Джонні О'Мара    | Пітер Ботвелл Ллойд Ґласспул           | 6–1, 6–3                   |
| Перемога  | 27–12 | Вер 2017 | Ізмір, Туреччина                       | Челленджер            | Тверде   | Джонні О'Мара    | Денис Молчанов Сергій Стаховський      | Без гри                    |
| Поразка   | 27–13 | Жов 2017 | Берестя, Франція                       | Челленджер            | Тверде   | Дівідж Шаран     | Сандер Арендс Антоніо Шанчич           | 4–6, 5–7                   |
| Перемога  | 28–13 | Лют 2018 | Велика Британія F3, Шрусбері           | Ф'ючерс               | Тверде   | Маркус Вілліс    | Харрі Хеліовара Фредерік Нільсен       | 6–2, 7–5                   |
| Перемога  | 29–13 | Лют 2018 | Бергамо, Італія                        | Челленджер            | Тверде   | Джонні О'Мара    | Лауринас Грігеліс Алессандро Мотті     | 5–7, 6–3, [15–13]          |
| Поразка   | 29–14 | Тра 2018 | Глазго, Велика Британія                | Челленджер            | Тверде   | Джонні О'Мара    | Герард Гранольєрс Гільєрмо Оласо       | 1–6, 5–7                   |
| Перемога  | 30–14 | Бер 2019 | По, Франція                            | Челленджер            | Тверде   | Аділ Шамасдін    | Сандер Арендс Трістан-Замуель Вайсборн | 7–6(7–4), 5–7, [10–8]      |
| Перемога  | 31–14 | Бер 2019 | Драммонвіль, Канада                    | Челленджер            | Тверде   | Аділ Шамасдін    | Метт Рейд Джон-Патрік Сміт             | 7–5, 3–6, [10–5]           |
| Поразка   | 31–15 | Сер 2019 | M15 Рогемптон, Велика Британія         | Світовий тенісний тур | Тверде   | Люк Джонсон      | Аластер Ґрей Юен Мур                   | 3–6, 6–7(5–7)              |